# Sénateur congolais (RDC)
 (août 2025).
La mise en forme du texte ne suit pas les recommandations de Wikipédia : il faut le « wikifier ».
Les points d'amélioration suivants sont les cas les plus fréquents :
- Les titres sont pré-formatés par le logiciel. Ils ne sont ni en capitales, ni en gras.
- Le texte ne doit pas être écrit en capitales (les noms de famille non plus), ni en gras, ni en italique, ni en « petit »…
- Le gras n'est utilisé que pour surligner le titre de l'article dans l'introduction, une seule fois.
- L'italique est rarement utilisé : mots en langue étrangère, titres d'œuvres, noms de bateaux, etc.
- Les citations ne sont pas en italique mais en corps de texte normal. Elles sont entourées par des guillemets français : « et ».
- Les listes à puces sont à éviter, des paragraphes rédigés étant largement préférés. Les tableaux sont à réserver à la présentation de données structurées (résultats, etc.).
- Les appels de note de bas de page (petits chiffres en exposant, introduits par l'outil «  Source ») sont à placer entre la fin de phrase et le point final[comme ça].
- Les liens internes (vers d'autres articles de Wikipédia) sont à choisir avec parcimonie. Créez des liens vers des articles approfondissant le sujet. Les termes génériques sans rapport avec le sujet sont à éviter, ainsi que les répétitions de liens vers un même terme.
- Les liens externes sont à placer uniquement dans une section « Liens externes », à la fin de l'article. Ces liens sont à choisir avec parcimonie suivant les règles définies. Si un lien sert de source à l'article, son insertion dans le texte est à faire par les notes de bas de page.
- La présentation des références doit suivre les conventions bibliographiques. Il est recommandé d'utiliser les modèles {{Ouvrage}}, {{Chapitre}}, {{Article}}, {{Lien web}} et/ou {{Bibliographie}}. Le mode d'édition visuel peut mettre en forme automatiquement les références.
- Insérer une infobox (cadre d'informations à droite) n'est pas obligatoire pour parachever la mise en page.

Pour une aide détaillée, merci de consulter Aide:Wikification.
Si vous pensez que ces points ont été résolus, vous pouvez retirer ce bandeau et améliorer la mise en forme d'un autre article.
En République démocratique du Congo, un sénateur est un élu siégeant au Sénat, chambre haute du Parlement congolais. Il est élu au scrutin indirect par les députés provinciaux et représente les provinces à l’échelle nationale.

## Histoire
Le Sénat de la RDC a été institué à l'indépendance en 1960. Il a été supprimé sous la Deuxième République en 1967, puis rétabli en 2003 à la suite de l'accord global et inclusif signé à Sun City.

## Rôle et attributions
Les sénateurs participent :
- à l’élaboration des lois et réformes constitutionnelles ;
- au contrôle de l’action du Gouvernement ;
- à l’évaluation des politiques publiques ;
- à la représentation des entités provinciales.

Ils ont également le pouvoir de formuler des questions écrites ou orales à l’exécutif et peuvent être appelés à se prononcer sur l’état de siège, la guerre ou les motions de censure.

## Mode d’élection
Les sénateurs sont élus au suffrage indirect par les députés provinciaux au scrutin proportionnel. Chaque province élit 4 sénateurs, sauf Kinshasa qui en élit 8. L'ancien président de la République devient sénateur à vie.

## Durée du mandat
Le mandat est de cinq (5) ans, renouvelable. Il peut être prolongé en cas de force majeure ou de révision constitutionnelle.

## Incompatibilités
Un sénateur ne peut cumuler son mandat avec celui de député national, membre du gouvernement ou tout poste de responsabilité dans l'administration publique, sauf disposition contraire.

## Rémunération et avantages
Les sénateurs bénéficient d’une indemnité parlementaire, d’allocations diverses, d’une couverture sociale, de personnel d’assistance, de bureaux et de facilités de transport. Le montant exact varie selon les années budgétaires.

## Immunité parlementaire
Comme les députés, les sénateurs bénéficient de l’immunité parlementaire, sauf en cas de flagrant délit. Leur poursuite ou arrestation est soumise à l’autorisation du bureau du Sénat.

## Liste des sénateurs de la République démocratique du Congo (2024–2029)[2]
- AFANI IDRISSA Mangala
- AGITO AMELA Carole
- AMINATA NAMASIA Bazego
- BACHEBANDEY MANZALO Noella
- BAHATI LUKWEBO Modeste
- BAMANISA SAIDI Jean
- BASEANE NANGAA Christophe
- BATUMOKO AFOZUNDE Jean-Pierre
- BOBOY MWANELA Nadine
- BOLENGE BOPONDE Gabriel
- BOSSIO WA BOSSIO Claude
- BULAKALI MULULUNGANYA Aristide
- DARUWEZI MOKOMBE Jean-Pierre
- EKUMBO LONGULU Moïse
- GEBANGA TARANGUTORO Norbert
- ILUNGA KITOMBOLWE Alain
- KABAMBA WA UMBA Isabelle
- KABILA KABANGE Joseph
- KALALA WA KALALA José
- KALONDA DELLA IDI Salomon
- KANDA KALAMBAYI Pierre
- KAPENDA KASUKU Justin
- KATUMWA MUKALAY Vicky
- KAZADI KANKONDE Ivan
- KINDUELO LUMBU Pascal
- KUNDA MUTOKI Christian
- LODI EMONGO Jules
- LUHETO KIDIDI Platini
- LUNGUANA MATUMONA Jacques
- MANGBUKELE MANGADIMA Prosper
- MBINGHO N'VULA Hubert
- MONDONGE BAMBULU Alexis
- MPANDA KABANGU José
- MUABILU MBAYU MUKALA Pius
- MUKAMBA KADIATA NZEMBA Jonas
- MULEKA BAJIKILA Florence
- MUMBERE MACHOZI Papy
- MUTIMA SAKRINI Herman
- MWAMIKEDI MAKANI Marcus
- MWISHA KASIWA Janvier
- NAWEJI YAV Norbert
- NGAMBANI NGOVOLI Adonis
- NGOBILA MBAKA Gentiny
- NGUDIANZA BAYOKISA KISULA Néfertiti
- NKOLE TSHIMUANGA Gaston
- NKUNKU BAKULU Paoline
- PUNGWE MBUYU LUYONGOLA Patrice
- REMO YOSSA Michel
- Jean-Michel_Sama_Lukonde_Kyenge
- TSHISEKEDI ILUNGA Roger
- VANGU KI-NSONGO Baby
- YAMBA TSHIBANGU Arsène
- BABANGA MPOTIYOLO Anicet
- BAENDE ETAFE ELIKO Jean-Claude
- BAHATI TITO Arlette
- BANIO DEBHO Daniel
- BASENGEZI KATINTIMA Norbert
- BEMBA NDOKWA Françoise
- BOKETSU BOFILI Jean-Paul
- BOONGO NKOY Pancrace
- BOTEMA MBOYO Cathy
- BUSSA MOSOBU Willy
- DIAHOYA NETUHOLA Jeancy
- ESSIMBA BALUWABOLEA Bienvenu
- IDI TABANI Zakaria
- ISENGE NDELO BOKEKA Corneille
- KABASELE TUBAJIKA Micke
- KABONGO BINENE Danny
- KALAMBAYI KATSHIOBO Jonas
- KALUMBA MWANA NGONGO Justin
- KANYIMBU SHINDANY Michel
- KASEREKA KATOKOLYO Jean-Marie
- KAYALA NINGA Renabelle
- KIMBULU DJAMBA Richard
- KUMBODIMO KABABILE Anna
- LINGEPO MOLONGA Michel
- LUANGA MUKELA Faustin
- LUMANU MULENDA BWANA NSEFU Adolphe
- LUTUNDULA APALA PEN'APALA Christophe
- MASHATA KAYEMBE Célestin
- MBUGUJE MAREMBO Anne
- MONGANGA PILI Gaspard
- MPETSHI WOTO Bernard
- Muhanzi Mubembe Eustache
- MUKENGESHAYI KABONGO Sylvain
- MULUMBA KONGOLO WA KONGOLO Gérard
- MUNTUABU LUKUNA LUABEYA Jean
- MUYA MUBOYAYI Clément
- MWANDO KATEMPA Christine
- NAA IKAMBA Simon
- NGALAMULUME BAKAKENGA Joseph
- NGINDU BIDUAYA Cédrick
- NGOYI KASANJI Alphonse
- NIKOMBA SABANGU Madeleine
- NKULU MBUYA Hervé
- OMANA BITIKA Pascal
- RAMAZANI MASUDI KILELE
- SAÏNI SAMUNDENGO Joe
- SINANGO NGBAKOLI Eddy-Pascal
- Jean_Tshisekedi_Kabasele
- VUNABANDI KANYAMIHIGO Célestin